# Anton Ludwig Hüttl
Anton Ludwig Hüttl auch Hytl (* 1. Juni 1732 in Pomeisl, Saazer Kreis, Königreich Böhmen; † um 1777 in Prag) war Jesuit und Missionar in Mexiko.

## Leben
Seine Eltern waren Franz Hüttl und Katharina geb. Yannl (Jandl). Am 18. Mai 1754 trat er in Brünn dem Jesuitenorden bei. Noch als Novize gehörte er der achtzehnköpfigen Jesuiten-Expedition an, die im April 1755 nach Nueva España aufbrach. Die Gruppe reiste von Brünn über Spanien nach Veracruz, wo sie am 20. März 1756 landete. Nach dem Studium am Colegio Máximo in Mexiko-Stadt ging Hüttl in die Missionen der Sierra Tarahumara. Nach kurzem Aufenthalt in Teméichic wirkte er als Missionar in Sisoguíchic im heutigen Bundesstaat Chihuahua. Anschließend kehrte er nach Teméichic zurück. Nach seiner Ausweisung kehrte er in seine Heimat zurück, wo er am 15. August 1769 das vierte Gelübte (besonderen Gehorsam gegenüber dem Papst) ablegte. 1770 lebte er im Brünner Jesuitenkolleg und ab 1771 im Residenzhaus in Troppau. Hüttl starb um 1777, vermutlich in Prag.